# Жарнай, Йозеф
Йозеф Жарнай (словац.  Jozef Žarnay; 14 марта 1944, Гуменне (ныне Прешовский край, Словакия) — словацкий писатель-фантаст, сценарист, автор научно-художественных книг для детей и юношества.

## Биография
С 1961 по 1964 изучал историю и русскую филологию на педагогическом факультете Университета Павла Йозефа Шафарика в Прешове, после окончания которого работал учителем.

## Творчество
Дебютировал в 1969 в журнале для молодежи «Kamarát», первый роман «Tajomstvo Dračej steny» опубликовал в 1973 году.
Сейчас занят литературным творчеством, работает на радио и телевидении. Автор научно-фантастических романов, рассказов, работ по историографии научной фантастики.

## Избранные произведения

### Книги для детей и юношества
- 1973 — Tajomstvo Dračej steny (фантастика),
- 1977 — Prekliata planéta, роман,
- 1983 — Kolumbovia zo základne Ganymedes, роман,
- 1990 — Časolet, роман,
- 2012 — Signály ľadového sveta, роман.

### Сценарии для кино и телевидения
- 1980 — Tajomstvo Dračej steny, телепостановка,
- 1983 — Volanie ľadového vetra (Volanie ľadového sveta), телепостановка,
- 1985 — Tretí šarkan, киносценарий по книге Tajomstvo Dračej steny и Prekliata planéta